# Тайлакский район
Тайлакский район (тума́н; узб. Toyloq tumani / Тойлоқ тумани) — район в Самаркандской области Узбекистана. Административный центр — городской посёлок Тайлак. 1 января 2004 года Темирюльский район был переименован в Тайлакский.

## Административно- территориальное деление
По состоянию на 1 января 2011 года в состав района входят:
- 2 городских посёлка:

1. Тайлак,
2. Янги Тайлак.

- 12 сельских сходов граждан:

1. Адас,
2. Багизаган,
3. Гулба,
4. Джумабазар,
5. Зарафшан,
6. Курганча,
7. Кутур булок,
8. Маданият,
9. Сочакиболо,
10. Тайлак,
11. Тепакишлак,
12. Эски джума.